# Ełektron T5L64
Ełektron T5L64 – tramwaj wytwarzany od 2013 roku w 80% w ukraińskich zakładach, a w 20% przy pomocy partnerów zagranicznych.

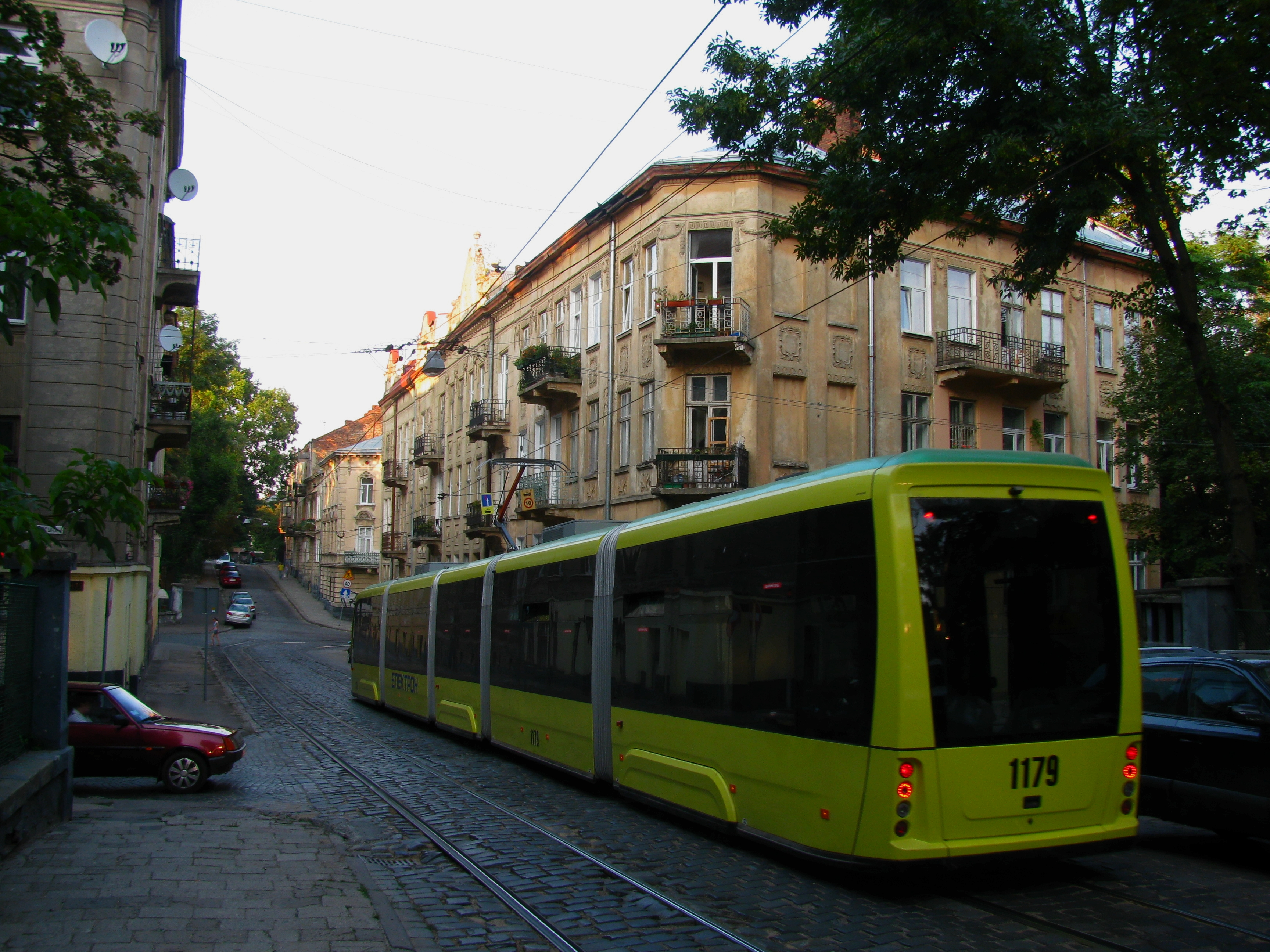
Ełektron T5L64 na linii 9A na ul. Kotlarewskiego we Lwowie

Pierwszy egzemplarz został zbudowany na zlecenie miasta Lwowa. Oferty w przetargu otwarto 5 lipca 2012 roku, a umowę w tej sprawie podpisano 24 lipca. Tramwaj został zbudowany jako pięcioczłonowy, w 100% niskopodłogowy. Pojazd wyposażono w system odzyskiwania energii w trakcie hamowania oraz klimatyzację przedziału pasażerskiego. Tramwaj może być wytwarzany w wersji dla torowisk o rozstawie szyn równym 1000, 1435 i 1524 mm. Pierwszy egzemplarz został wyprodukowany w wersji dla torowiska 1000 mm. Tramwaj trafił do eksploatacji 1 lipca 2013 roku, zainteresowanie zakupem wstępnie wyraziły władze Eupatorii i Królewca.

## Eksploatacja
| Kraj    | Miasto | Rozstaw torów | Liczba dostarczonych | Lata dostaw     | Numeracja przewoźnika |
| ------- | ------ | ------------- | -------------------- | --------------- | --------------------- |
| Ukraina | Lwów   | 1000 mm       | 8                    | 2013, 2021-2023 | 1179 1218-1224        |